# Naphrys acerba
Espèce
Synonymes
- Habrocestum acerbum Peckham & Peckham, 1909

Naphrys acerba est une espèce d'araignées aranéomorphes de la famille des Salticidae.

## Distribution
Cette espèce se rencontre aux États-Unis au Texas et au Nouveau-Mexique et au Mexique au Tamaulipas, au Nuevo León, au Coahuila, au Nayarit, au Jalisco et au Michoacán,,.

## Description
Le mâle syntype mesure 2,5 mm et la femelle syntype 4,5 mm.

## Systématique et taxinomie
Cette espèce a été décrite sous le protonyme Habrocestum acerbum par Peckham et Peckham en 1909. Elle est placée dans le genre Naphrys par Edwards en 2003.

## Publication originale
- Peckham & Peckham, 1909 : « Revision of the Attidae of North America. » Transactions of the Wisconsin Academy of Sciences, Arts, and Letters, vol. 16, no 1, p. 355-655 (texte intégral).